# Smoking
Smoking je muško večernje odijelo, najčešće od crne tkanine, manje svečanije od fraka. Sastoji se od jednorednoga ili dvorednoga kaputa duboka izreza na prsima, s reverima optočenima svilom, crnih hlača koje sa strane imaju prišivenu svilenu traku (francuski galon) te često i crnoga prsluka, koji može zamijeniti i širok svileni pojas. Uz smoking je obvezna bijela uškrobljena košulja, crna leptir-kravata i crne lakirane cipele. Postoji i bijeli smoking (uobičajeniji u zemljama toplije klime), izrađen od lake bijele tkanine, međutim danas smoking dolazi i u drugim bojama  
Smoking je prvenstveno nastao kao smoking jacket, kućni kaput najprije za pušenje, a potom ga je zamijenio dinner jacket, dinner coat – odjevni predmet u kojem se pristupalo k stolu. No i njega je počeo istiskivati američki naziv tuxedo ili samo tux, proistekao iz country cluba u Tuxedo Parku. Riječ smoking u tom se značenju ponajprije upotrebljava u europskim kontinentalnim zemljama dok se u zemljama engleskoga govornog područja taj se odjevni predmet naziva dinner jacket (večernja jakna) u Velikoj Britaniji i zemljama Commonwealtha (neformalno i black tie), odnosno tuxedo u SAD-u.